# Pat Paterson
Pour les articles homonymes, voir Paterson.
Pat Paterson, nom de scène d'Eliza Paterson, née à Bradford (Yorkshire) le 10 avril 1910 et morte le 24 août 1978 à Phoenix (Arizona), est une actrice britannique.
Elle apparaît dans des films hollywoodiens ou britanniques des années 1930. Deux jours après son décès des suites d'un cancer, son époux, l'acteur franco-américain Charles Boyer, se suicide. Ils sont tous deux enterrés au cimetière de Culver City en Californie.

## Filmographie

### Courts métrages
- 1931 : The Professional Guest : Marjorie Phibsby
- 1932 : Partners Please : Angela Grittlewood
- 1933 : Beware of Women : Margery

### Longs métrages
- 1931 : The Other Woman : Prudence Wycherly
- 1931 : The Great Gay Road : Nancy
- 1932 : Lord Babs : Helen Parker
- 1932 : Here's George : Laura Wentworth
- 1933 : The Right to Live : June Kessler
- 1933 : Bitter Sweet (en) : Dolly
- 1933 : Head of the Family : Geraldine Powis-Porter
- 1933 : The Medicine Man : Gwendoline Wells
- 1933 : The Love Wager : Peggy
- 1933 : The Laughter of Fools : Doris Gregg
- 1934 : Tu seras star à Hollywood : Wanda Gale
- 1934 : Quelle veine ! (Call It Luck) de James Tinling : Pat Laurie
- 1934 : Bottoms Up de David Butler
- 1934 : Love Time de James Tinling : Valerie
- 1935 : The Lottery Lover de Wilhelm Thiele : Patty
- 1935 : Charlie Chan en Égypte (Charlie Chan in Egypt) de Louis King : Carol Arnold
- 1936 : Spendthrift de Raoul Walsh : Valerie "Boots" O'Connell
- 1937 : 52ème rue (52nd Street) : Margaret Rondell
- 1938 : Hollywood Goes to Town
- 1939 : La Ronde des pantins (Idiot’s Delight) de Clarence Brown : Mme Cherry